# Consejo de Ministros (España)
El Consejo de Ministros es el principal órgano colegiado de decisión del Gobierno de España, formado por el presidente del Gobierno, los vicepresidentes, si los hubiere, y los ministros. Habitualmente se reúne una vez por semana, los martes laborables a las 09:30 horas en el Palacio de la Moncloa, en Madrid, aunque en caso de ser ese martes festivo, puede trasladarse dicha reunión a otro día laborable de la semana. Además, con carácter extraordinario, pueden celebrarse a cualquier día y hora cuantas reuniones del Consejo de Ministros sean oportunas, tanto en el Palacio de la Moncloa como en cualquier otra parte del territorio nacional. También puede ser presidido por el rey de España, a petición del presidente del Gobierno, en cuyo caso el Consejo informa al rey sobre los asuntos de Estado, de acuerdo con lo dispuesto en el artículo 62 de la Constitución.
La convocatoria y la presidencia del Consejo de Ministros corresponde (salvo en caso de presencia del rey) al presidente del Gobierno, actuando como secretario el ministro de la Presidencia. Sus reuniones, de las que se levantará acta pública, podrán tener carácter deliberante y/o decisorio. En las actas figurarán, exclusivamente, las circunstancias relativas al tiempo y lugar de su celebración, la relación de asistentes, los acuerdos adoptados y los informes presentados. No podrán recogerse, en ningún caso, ni los votos particulares ni las deliberaciones que mantengan los distintos miembros del Gobierno, ya que éstas son de carácter secreto, en aplicación del artículo 5.3 de la Ley 50/1997, de 27 de noviembre, del Gobierno.
En cuanto al régimen de funcionamiento, a las reuniones del Consejo de Ministros podrán asistir los secretarios de Estado y otros altos cargos cuando sean convocados. En tal caso, los secretarios de Estado o las personas convocadas, con carácter previo al inicio de la reunión, deberán prestar juramento o promesa de mantener el secreto de las deliberaciones del Gobierno.

## Historia

### Los inicios (sigloXV-XVIII)
Desde los inicios del Estado moderno y la centralización del poder en los monarcas, el gobierno era ejercido por estos a través de personas de confianza, a las que confiaban ciertas materias y con las que realizaban despachos cotidianos para tratar dichas materias. Con el tiempo, estas personas de confianza que, en numerosas ocasiones, recibían el título de ministros, se encontraban en conflicto con las competencias de otros ministros y, para resolver estos, aparecieron los despachos colectivos entre varios ministros y los monarcas. La monarquía española ha gobernado la mayor parte de su historia —dependiendo del mayor o menor deseo del monarca de delegar su poder— a través de Consejos —Consejo de Castilla, Consejo de Indias, Consejo de Aragón, etc— cuyos principales cometidos eran los de impartir justicia en nombre del rey y los de asesorar al monarca en su labor de gobierno y con estos se estableció el régimen polisinodial. Con Carlos I es cuando este régimen alcanza su apogeo, sobre todo con la creación del Consejo de Estado en 1526, un consejo en el que se trataban los grandes problemas de la monarquía y eran sus secretarios los que más poder tenían, es decir, los llamados secretarios de Estado. La secretaría del Consejo de Estado fue única entre 1526 y 1567, doble entre 1567 y 1706 y única de nuevo desde este último año. Excepcional mente, entre 1630 y 1661 hubo una tercera secretaría encargada «de España, Indias e islas adyacentes, costas de Berbería y todo lo indiferente».
Felipe II gobernó hasta 1567 con un solo secretario y con dos desde dicha fecha, aunque equilibró el poder entre sus dos secretarios de Estado y los demás consejeros y secretarios privados. Con los posteriores monarcas —Felipe III, Felipe IV y Carlos II— aparece la figura del valido, una suerte de primer ministro que apartó del cara a cara a los consejeros pero que sin embargo, no asumió el carácter burocrático que sí mantuvieron los secretarios de Estado. Es en esta época cuando aparece la secretaría del Despacho.
Con Felipe V y, por influencia francesa, se crea el Consejo de Despacho con unos reducidos miembros, entre ellos el rey para aconsejarlo en su tarea de gobierno y que desplazó al Consejo de Estado en esta tarea. Durante su reinado aparecieron muchas de las secretarías de Estado y del Despacho.

### La Junta Suprema de Estado

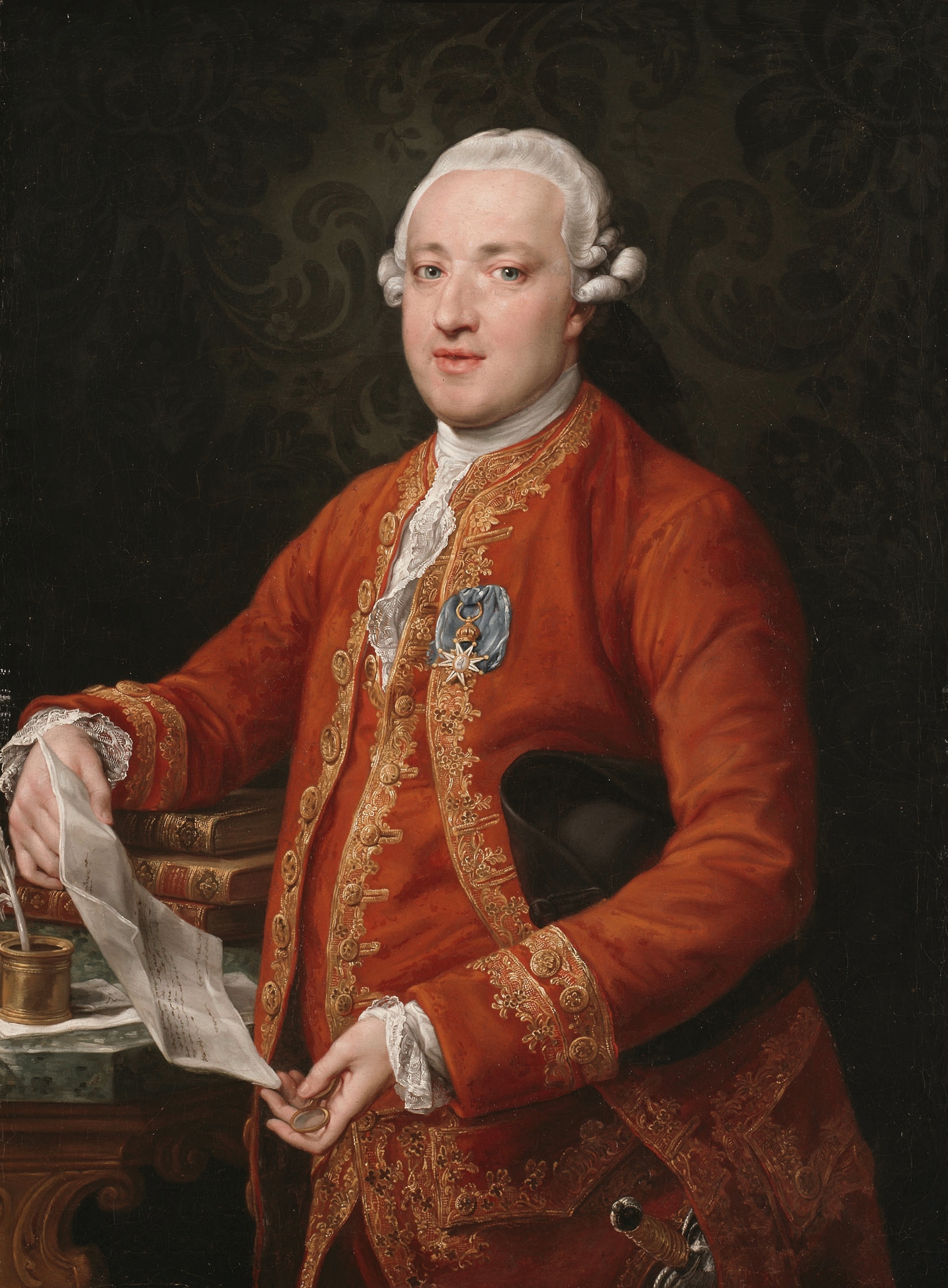
El Conde de Floridablanca, impulsor de la Junta Suprema de Estado.

La institución del Consejo de Ministros como órgano colegiado de gobierno no aparece con tal nombre hasta su creación por el rey Fernando VII en 1823, sin embargo, con anterioridad a este cabe mencionar a la Junta Suprema de Estado. La Junta Suprema de Estado fue un órgano colegiado de gobierno creado por el rey Carlos III por consejo del Conde de Floridablanca, órgano al cual acudían los Secretarios de Estado y del Despacho y todo aquel que estos considerasen necesario para tratar los asuntos que se les presentase.
Esta Junta no era propiamente un Consejo de Ministros pues, como ya hemos dicho, podían acudir no solo ministros sino otras autoridades como los Consejeros de Estado y, además, este órgano estaba limitado por la Instrucción Reservada, un texto articulado que recogía las materias que podía tratar la Junta. La Junta, creada en 1787, no tuvo un gran recorrido ni desarrolló la labor para la cual Floridablanca impulsó su creación y, solo unos meses después, aparecieron las primeras críticas acusando al Conde de Floridablanca de querer asumir todos los ministerios a través de este órgano, nombrar él a los cargos del Estado y así reunir en su persona todo el poder.
El Decreto de 8 de julio de 1787 comenzaba:

Desde que la Divina Providencia me condujo al Trono de esta gran Monarquía he deseado promover, con todas mis fuerzas, su prosperidad. Ha querido el Todopoderoso favorecer mis buenas intenciones disponiendo que, con los varios sucesos y vicisitudes de mi reinado, se aumenten mis experiencias, y se rectifiquen mis conocimientos: y esta es la herencia que me ha parecido dejar a mis amados vasallos, reducida a perpetuar en ellos y en su gobierno y constitución la sucesión progresiva de las luces y máximas que he adquirido.

A este fin he resuelto, que además del Consejo de Estado, el cual se convocará cuando Yo, o mis sucesores lo tuviéremos por conveniente, haya una Junta Suprema, también de Estado, a semejanza de la que actualmente se celebra por órdenes mías verbales, compuesta de todos los Secretarios de Estado y del Despacho Universal: a la que concurrirán, en los casos de gravedad que ocurrieren, los demás Ministros del mismo Consejo de Estado que por mí se nombraren, o los de otros Consejos, o también los Generales, y personas instruidas y celosas que se creyeren útiles o necesarias.

Esta Junta ha de ser ordinaria y perpetua, y se ha de congregar una vez a lo menos en cada semana, teniéndose en la primera Secretaría de Estado, aun cuando no concurra este u otro de los ministros, sin etiqueta alguna o formalidades de precedencia entre los concurrentes, que solo sirven que impedir o atrasar mi servicio y el bien de la corona. (...)
Decreto de 8 de julio de 1787, Carlos III

Con la caída de Floridablanca en 1792 y la llegada al poder de Aranda, este influyó en el rey Carlos IV para suprimir la Junta Suprema de Estado y volver al sistema anterior con el Consejo de Estado como órgano central de la administración.
Brevemente, con la vuelta del rey Fernando VII al trono de España y la supresión de la Constitución de Cádiz, el rey recuperó la antigua Junta Suprema por decreto de 2 de noviembre de 1815

### El Consejo de Ministros
Aplastada la revolución liberal de 1820 y la posterior restauración del absolutismo por parte del rey Fernando VII, el 19 de noviembre de 1823 el rey envía un decreto al entonces primer secretario de Estado, Víctor Damián Sáez, por el que se crea el Consejo de Ministros y del que conviene entresacar el siguiente párrafo:

En él se tratarán todos los asuntos de utilidad general: cada ministro dará cuenta de los negocios correspondientes a la secretaría de su cargo, recibirá mis resoluciones, y cuidará de hacerlas ejecutar. Los acuerdos del Consejo se escribirán en un libro, expresando las razones que los motivasen. Cuando yo no asista, presidiréis vos, como mi primer secretario de Estado, y el de Despacho de Gracia y Justicia asentará las deliberaciones, teniendo a su cuidado el libro destinado para este objeto.
Real Decreto de 20 de noviembre de 1823. Fernando VII.

Con fecha de 21 de noviembre de 1823, aparece la primera convocatoria del Consejo dirigida los ministros de Gracia y Justicia, Guerra, Marina y Hacienda para llevar a cabo esa reunión el día 22 a las 10:30 horas. Este Consejo estaba directa y permanentemente sometido al monarca, tal y como aparece en los textos históricos que demuestran que entre el 28 de diciembre de 1825 y el 19 de septiembre de 1826 estuvo suspendido por órdenes directas de Fernando VII, a la vez que se fortalecía el Consejo de Estado. Desde los inicios del Consejo de Ministros hubo constantes conflictos entre los secretarios de Despacho de este y los secretarios del Consejo de Estado pues en numerosas ocasiones los primeros debían responder ante los segundos, situación que poco después cesó al restablecer el rey, a propuesta del Consejo de Ministros, la estructura meramente consultiva que originalmente tenía el Consejo de Estado.
Para entender los motivos que tenía el monarca para crear el Consejo, hay que acudir al decreto de diciembre de 1823 que establece las «bases sobre las que ha de caminar indispensablemente el nuevo Consejo de Ministros», siendo estas:

1º Plantear una buena Policía en todo el Reyno.
2º Disolución del Ejército y formación de otro nuevo.
3º Nada que tenga relación con Cámaras ni ningún género de representación.
4º Limpiar todas las secretarías de Despacho, Tribunales y demás oficinas tanto de la Corte como de lo demás del Reyno de todos los que hayan sido adictos al Sistema Constitucional protegiendo decididamente a los Realistas.
5º Trabajar incesantemente en destruir las sociedades secretas y toda especie de secta.
6º No reconocer los empréstitos constitucionales.
Real Decreto de diciembre de 1823. Fernando VII.

El propósito pues, era, desmantelar cualquier rastro del periodo constitucional del Trienio Liberal.
En el momento de su creación, el Consejo de Ministros estaba compuesto por los cinco secretarios —seis cuando se añade el de Interior— además de un secretario que, a falta de este, asumía sus funciones el de Gracia y Justicia.
Se solían reunir una vez a la semana; posteriormente, se amplió a dos veces, recayendo en los martes y sábados aunque, dependiendo de las circunstancias, los horarios podían variar, como sucedió en la época de la sublevación de Bessières que se reunía diariamente o cuando le complacía al monarca. Eran también habituales las reuniones extraordinarias y las continuas excusas de los ministros para no asistir, aunque la norma general era de una asistencia habitual, como no ocurría en otras instituciones de la monarquía. Asimismo, podían acudir al Consejo diversas autoridades que eran convocadas para emitir informes o defender los expedientes que estuvieren tramitando, generalmente en el ámbito de la Hacienda y de las relaciones internacionales. Se les calificaba en las actas como «asistentes».
El lugar pensado para sus reuniones y el más habitual en sus inicios era la sede de la Primera Secretaría de Estado, aunque con el tiempo fue la sede de la Secretaría de Marina la que asumió dicho papel. Común era también que el Consejo se reuniese allá donde se encontraba el monarca, como en los palacios reales de Aranjuez, San Lorenzo o La Granja.

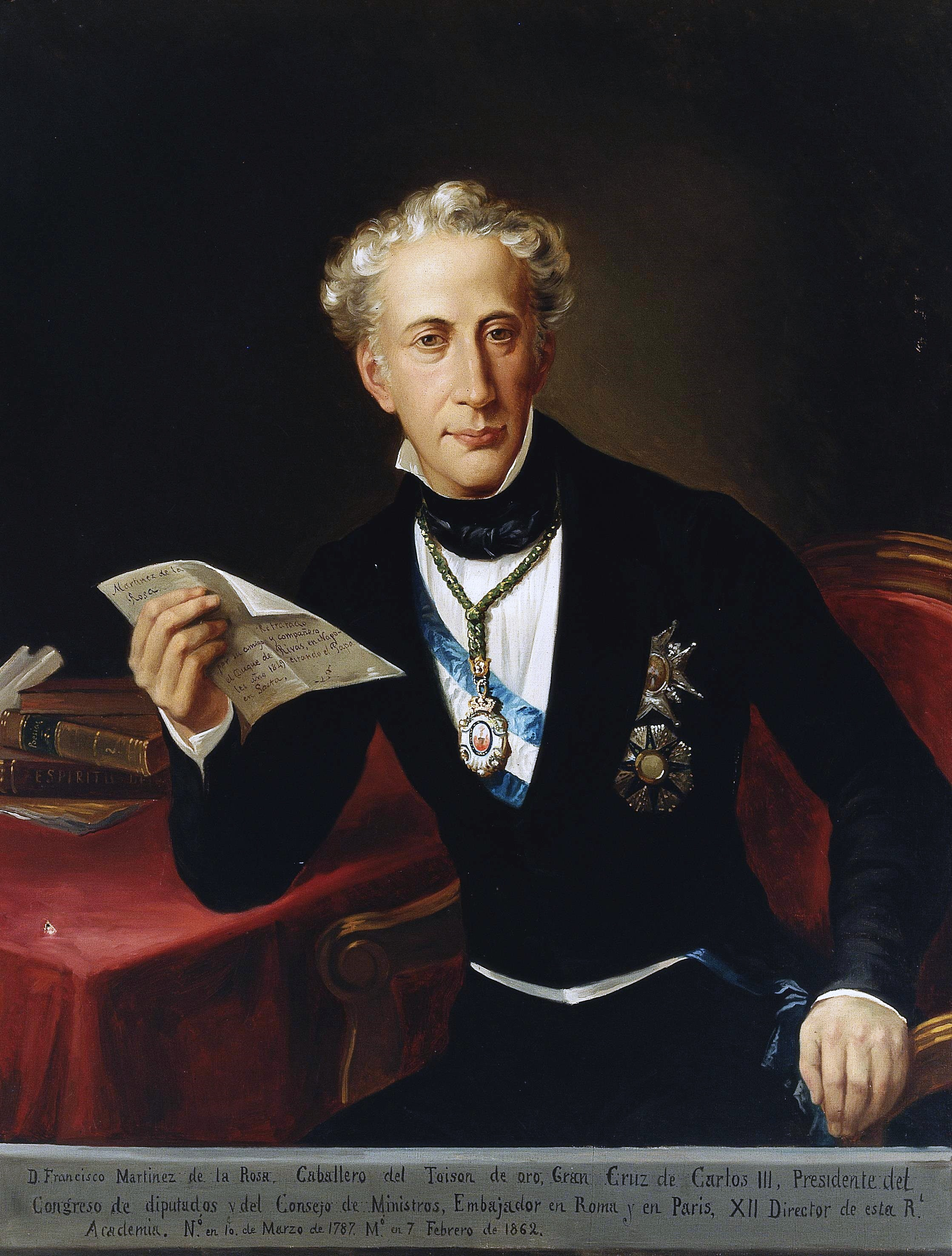
El secretario de Estado Martínez de la Rosa, primera persona en llevar oficialmente el título de presidente del Consejo de Ministros.

Tras la muerte del rey y durante la regencia de María Cristina, en un intento de ganarse el apoyo de los liberales, la Reina Gobernadora nombró Secretario de Estado a Martínez de la Rosa, quien debido a la tradición ya creada, recibió el título de Presidente del Consejo de Ministros con la aprobación del Estatuto Real. Era precisamente este estatuto, el que por primera vez constitucionalizaba el órgano del Consejo de Ministros pero sin precisar su formación, poderes y actuación.
Si bien el Estatuto Real afirmaba que el monarca nombra y separaba libremente a los ministros, la práctica parlamentaria obligaba a este a elegir a estos ministros de entre los diputados de las Cortes que tuviesen la confianza de estas, en clara imitación a los sistemas europeos en los que el Gobierno debía tener la confianza de la Corona y del Parlamento. De igual forma, las prerrogativas que le eran concedidas al monarca eran en realidad ejercidas por sus ministros.
En los primeros Consejos de Martínez de la Rosa y Mendizábal no solía asistir la Reina Gobernadora —aunque siempre se la informaba de todo— y se reunían una o dos veces a la semana y con la ordinaria asistencia de los ministros —aunque en época del segundo muchas veces los Consejos se reducían a dos miembros por las notables ausencias— además del Secretario del Consejo de Ministros. Con Martínez de la Rosa, también asistían al Consejo los miembros del Consejo de Gobierno, altos cargos administrativos y jefes militares, principalmente por la guerra.
Con la regencia de Espartero la situación política no mejoró. Las dificultades para formar gobiernos estables eran insuperables y la personalidad de Espartero —queriendo ejercer él mismo el poder— no ayudó demasiado, de hecho, el Gobierno de Joaquín María López renunció en bloque pues habían exigido a Espartero que respetase el principio de que el rey reina pero no gobierna y puesto «que no pueden realizarse tan saludables principios, se creen [los ministros] en la obligación de resignar sus puestos en manos de Vuestra Alteza confiados en que será admitida su dimisión, que se funda en las condiciones esenciales del gobierno representativo (...)» Espartero rápidamente nombró presidente a Álvaro Gómez Becerra, algo que no agradó al Congreso que ratificó su apoyo al anterior gobierno.
Tras esta situación comenzaron los levantamientos contra el general Espartero y, en Barcelona, el general Serrano se autoproclamó ministro universal, cesó a Espartero y nombró presidente a Joaquín María López, quien aprovechó esta oportunidad para levantar la minoría de edad de la reina Isabel II. Esta medida fue posteriormente ratificada por las Cortes.

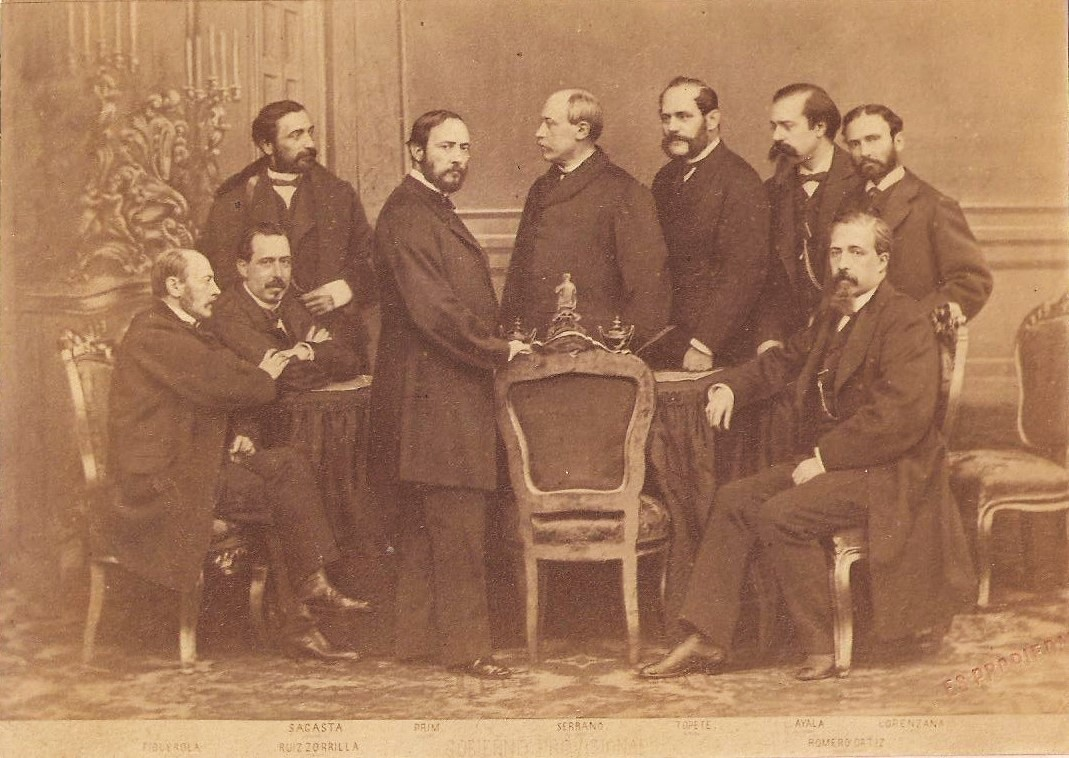
El Consejo de Ministros del Gobierno Provisional en 1869.

Ya con Narváez como presidente y con un Consejo formado por seis ministerios, preparó un proyecto de reforma que sería posteriormente trasladado a las Cortes para su debate y que dio lugar a la Constitución de 1845. La inestabilidad política típica de la época no tardó en aparecer, teniendo gobiernos de menos de 20 días hasta máximos de 9 meses principalmente por intrigas palaciegas. Con Narváez de vuelta al gobierno —su tercer gobierno— en octubre de 1847, acabaron los gobiernos efímeros hasta 1851. Este Consejo de Ministros llevó a cabo importantes reformas en la Administración y la Hacienda, pero la más importante fue la de afrontar y dominar los sucesos de 1848. Las revoluciones de este año afectaron a España de forma limitada gracias a la mano dura del Consejo, llegando a llamarlo una «dictadura necesaria» puesto que el gobierno gobernó con las Cortes disueltas y con las garantías constitucionales suspendidas.
En invierno de 1851 llega a la presidencia del Consejo de Ministros Juan Bravo Murillo, formando un consejo con una notable preparación técnica dedicado en profundidad al arte del gobierno y la administración, alejándose del gobierno más militar que político del general Narváez. Este Consejo llevó a cabo un importante saneamiento económico; preparó una nueva reforma de la Administración; y normalizó las relaciones con la Santa Sede mediante el Concordato de 1851. Pero, sin duda, la tarea con más resonancia fue la preparación de un proyecto de reforma constitucional, sin embargo este sufrió el rechazo de los diputados progresistas, de la mayoría de los moderados y de la propia Reina Madre, que aún poseía gran influencia sobre su hija. Todo esto acabó provocando la dimisión del gobierno en diciembre de 1852.
Con la caída del gobierno de Bravo Murillo volvió la inestabilidad política y los gobiernos efímeros, que duraría hasta la caída de la Primera República en 1874.

### La Restauración
Tras la caída de Isabel II, los debates sobre la forma de Estado, la regencia de Serrano (1869-1871), el breve reinado de Amadeo I (1871-1873), la experiencia republicana (1873-1873) y la dictadura de Serrano (1874), se produjo el pronunciamiento de Sagunto que dio inicio a la restauración borbónica en la persona de Alfonso XII, hijo de Isabel.
En esta etapa se aprueba la Constitución de 1876, una constitución lo suficientemente flexible para que todas las ideologías conviviesen bajo ella y pudiesen hacer los cambios necesarios a favor de una u otra ideología sin alterar el sistema. Esta constitución otorgaba la soberanía tanto al Rey y como a las Cortes, volviendo al principio de que el Gobierno debía tener la confianza tanto de la Corona como del Parlamento.
Gracias a esta flexibilidad, se instala en España un bipartidismo que deriva en el llamado turnismo entre Cánovas y Sagasta acordado en el Palacio de El Pardo, mediante el cual los partidos liberal y conservador se turnaban en el poder. Para los políticos de la época, la necesidad de estabilidad permitía no atender necesariamente la voluntad del cuerpo electoral, sino asegurar un buen funcionamiento de los órganos constitucionales.
Con la nueva Constitución el monarca sigue siendo el titular del poder ejecutivo y quien lo delega en sus ministros y, aunque no aparece mencionada explícitamente en la constitución, la figura del presidente del Consejo de Ministros adquiere una mayor relevancia y poder, colocándose en el centro como el verdadero centro rector de la acción administrativa del país. Es en esta época cuando se establece un verdadero gobierno civil, con pequeños lapsus de presidentes de carácter militar.
No es tampoco una etapa libre de polémica, pues un sistema turnista como este solo era posible con la ayuda del Ministerio de Gobernación —hoy en día Interior—, que tradicionalmente es el encargado de supervisar los procesos electorales y que, en aquella época, era el encargado de poner de acuerdo a las fuerzas políticas para pactar el resultado de los comicios. Sin embargo, este sistema dio la estabilidad necesaria al Estado entre 1875 y 1903. Este sistema, sin embargo, pronto entró en crisis con las peleas internas de los partidos, la incipiente disolución de estos y la aparición de nuevos, como el Partido Socialista Obrero Español en 1879.
Con el ascenso al trono del joven Alfonso XIII, se percibió un cambio radical en la política española. La personalidad del monarca de tener un papel central en la toma de decisiones se reflejó en el primer Consejo de Ministros, en el cual, el rey leyó el punto 8.º del artículo 54 de la Constitución y, a modo de comentario dijo: «Como Uds. acaban de escuchar, la Constitución me confiere la concesión de honores, títulos y grandezas; por eso les advierto que el uso de este derecho me lo reservo por completo». A esto le replicó el duque de Veragua, Cristóbal Colón de la Cerda, que la misma Constitución afirmaba que esas decisiones debían ser refrendadas por los ministros, posición que no defendió el presidente Sagasta y dando a entender que prevalecía la argumentación del monarca. Esto refleja las características que tomó la política española, con un monarca con un poder personal apoyado en el ejército y en la distribución de favores regios, así como la cobardía de los políticos de frenar las ansias de poder del rey y el carácter autoritario de este.
La crisis del sistema era evidente, y en los próximos 21 años hasta el golpe de Estado de Primo de Rivera se sucedieron 33 gobiernos, a un promedio de 8 meses por gobierno.

#### Dictadura de Primo de Rivera
El 13 de septiembre de 1923 se lleva a cabo el golpe de Estado de Primo de Rivera que finaliza con el beneplácito del rey Alfonso XIII y su nombramiento como jefe del Gobierno. Con la llegada de Primo de Rivera al poder se instaura un Directorio Militar presidido por este bajo el título de Presidente del Directorio Militar —con plenos poderes ejecutivos y legislativos— y se suprimen los cargos de Presidente del Consejo de Ministros y, por ende, el propio Consejo de Ministros.
En diciembre de 1925, desaparece el directorio militar y se constituye un Directorio Civil, recuperando los cargos de Presidente del Consejo de Ministros y ministros de la Corona, así como recuperando la figura del Vicepresidente del Consejo de Ministros, que solo había sido ejercida por Joaquín María Ferrer entre 1840 y 1841.
Lo más relevante de este periodo de Gobierno civil fue el anteproyecto de Constitución de 1929, que otorgaba al monarca la capacidad de asistir al Consejo de Ministros cuando lo desease y que lo presidiría en caso de acudir; debía aprobar los nombramientos y sustituciones de los ceses de los ministros de la Corona, si bien se le concedía al rey la capacidad de añadir al Gobierno ministros sin cartera.
Este proyecto no prosperó, y Primo de Rivera acabó dimitiendo y siendo sustituido por otro militar, el teniente general Berenguer Fusté como presidente, nombrado interino hasta unas nuevas elecciones que devolviesen el curso constitucional al Reino, pero que finalmente acabarían por acabar con la monarquía e instaurar la Segunda República.

### Segunda República
Con la llegada de la segunda república y la aprobación de la Constitución de 1931 se establece un paralelismo entre el Gobierno y el Consejo de Ministros, cuando dice en su artículo 86 que «el Presidente del Consejo de Ministros y los Ministros constituyen el Gobierno» y destaca la figura del Presidente afirmando que «dirige y representa la política general del Gobierno» mientras que a los ministros les «corresponde la alta dirección y gestión de los servicios públicos asignados a los diferentes Departamentos ministeriales». Con esta Constitución se puede afirmar rotundamente que el presidente deja de ser primus inter pares. Al igual que en época monárquica, era el jefe del Estado quien nombraba libremente al presidente del Consejo, pero ahora era el propio presidente del Consejo de Ministros quien nombraba a sus ministros, con la excepción del artículo 88 que facultaba al Presidente de la República para nombrar ministros sin cartera, algo que también recogía el proyecto de Constitución de 1929.

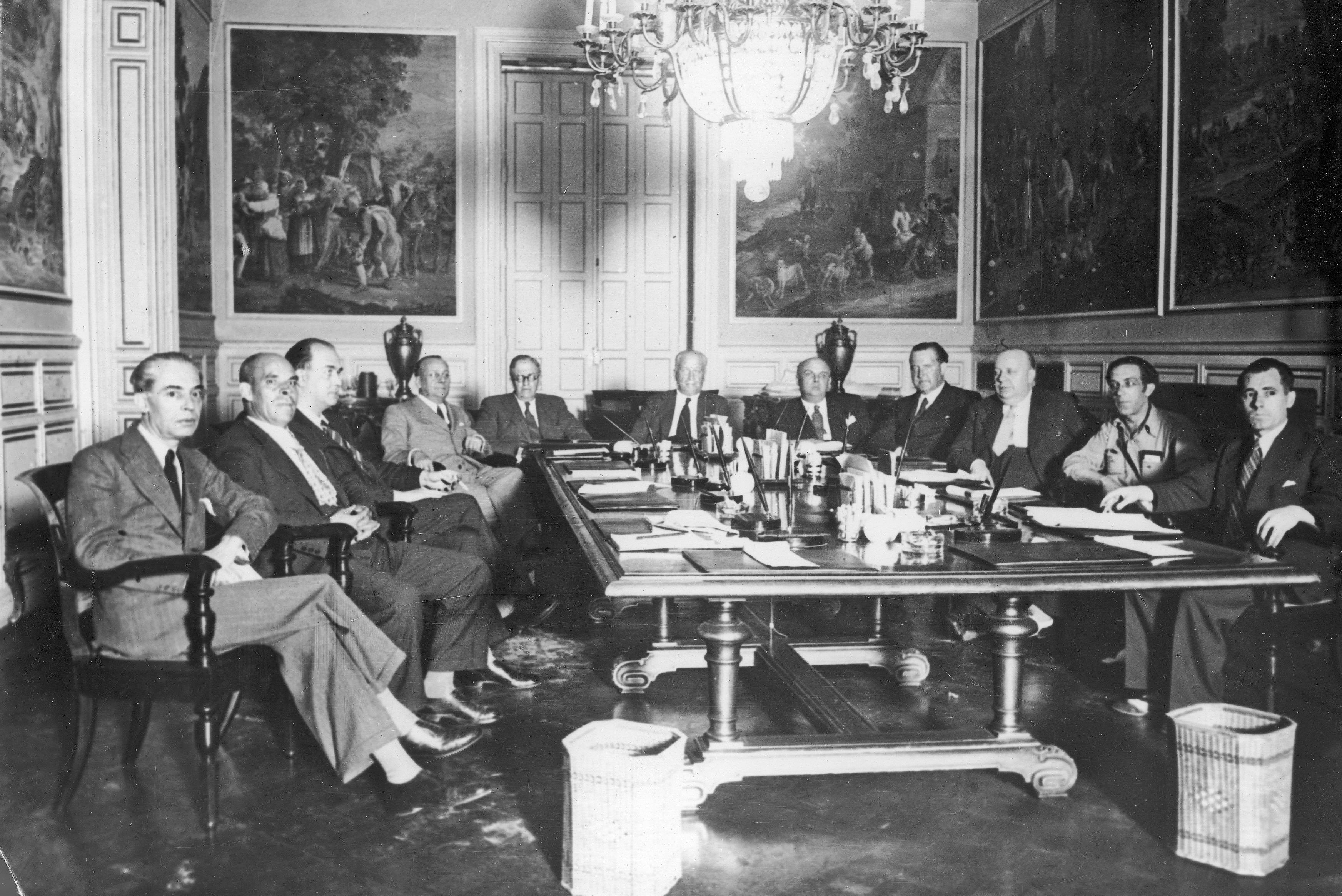
Consejo de Ministros de Largo Caballero, 1936.

La Constitución en ningún momento establecía el mecanismo de confianza parlamentaria, puesto que era el presidente de la República quien lo nombraba libremente, aunque sí que respondían solidariamente de sus acciones ante el Congreso y, si este expresamente les negase la confianza, el jefe del Estado estaba obligado a cesarlos. De igual manera, el Congreso podía censurar al Gobierno o individualmente a los ministros obligándolos a dimitir si se aprobaba por mayoría absoluta. Por lo tanto, el Consejo de Ministros en época republicana seguía manteniendo la doble confianza de la tradición monárquica, debiendo tener la confianza de las Cortes y del presidente de la República.
El Consejo de Ministros contaba con la iniciativa legislativa que compartía con las Cortes, poseía potestad reglamentaria y podía legislar por delegación del Congreso. Además, el Consejo de Ministros en casos excepcionales podía dar autoridad al Presidente de la República para legislar sobre materia legislativa, siendo esta legislación provisional puesto que el Congreso podía rechazarla posteriormente.

### Dictadura de Francisco Franco
El 18 de julio de 1936 una parte del ejército republicano se alzó en armas y dio un golpe de Estado contra el régimen constitucional. El 24 de julio se creó en Burgos la Junta de Defensa Nacional que asumía «todos los Poderes del Estado y representa legítimamente al país ante las potencias extranjeras». Este órgano se organizaba de forma colegiada y tomaba decisiones conjuntamente por Decreto. No será hasta agosto de ese año que Francisco Franco entre a formar parte de la junta.
Franco consiguió en septiembre de 1936 asumir todo el poder del Estado, mediante un Decreto de la Junta de 29 de septiembre de 1936 que decía:

Artículo primero — En cumplimiento de acuerdo adoptado por la Junta de Defensa Nacional, se nombra Jefe del Gobierno del Estado Español al Excmo. Sr. General de División D. Francisco Franco Bahamonde, quien asumirá todos los poderes del nuevo Estado.
Artículo segundo.— Se le nombra asimismo Generalísimo de las fuerzas nacionales de tierra, mar y aire, y se le confiere el cargo de General Jefe de los Ejércitos de operaciones.
Artículo tercero.— Dicha proclamación será revestida de forma solemne, ante representación adecuada de todos los elementos nacionales que integran este movimiento liberador, y de ella se hará la oportuna comunicación a los Gobiernos extranjeros.
Artículo cuarto — En el breve lapso que transcurra hasta la transmisión de poderes, la Junta de Defensa Nacional seguirá asumiendo cuantos actualmente ejerce.
Artículo quinto — Quedan derogadas y sin vigor cuantas disposiciones se opongan a este Decreto.
Dado en Burgos a veintinueve de septiembre de mil novecientos treinta y seis. Miguel Cabanellas

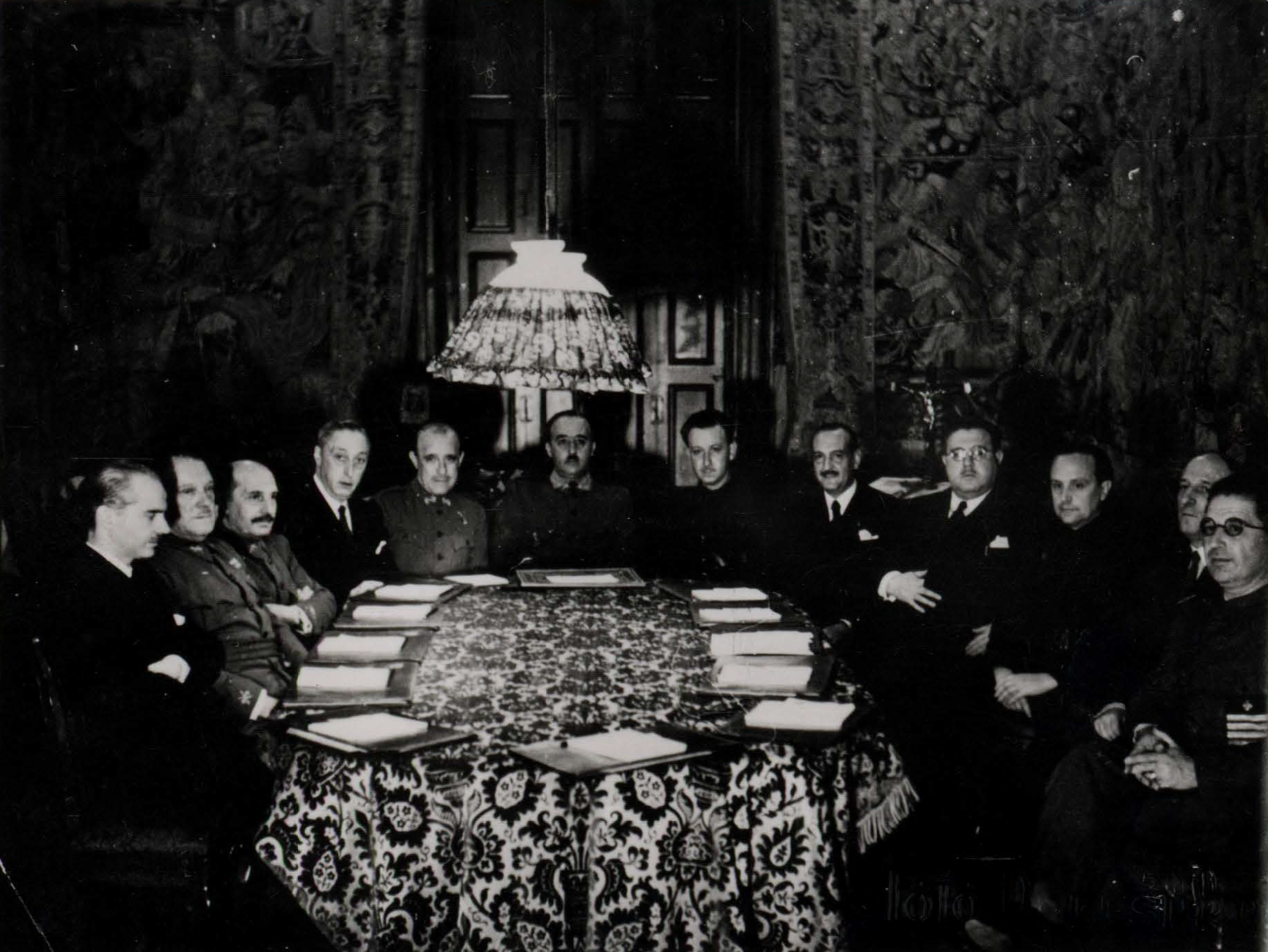
Primer Consejo de Ministros de Francisco Franco en Burgos, el 2 de febrero de 1938.

Pasados casi 2 años de guerra y el bando republicano prácticamente derrotado, se constituyó un verdadero gobierno en el bando rebelde, con Franco a la cabeza, con un Vicepresidente y ministro de exteriores, Francisco Gómez-Jordana Sousa así como diez ministros más. Este gobierno se regulaba por las Leyes de la Administración Central del Estado de 30 de enero de 1938 y la Ley de 8 de agosto de 1939 que reestructuraba el Gobierno.
La primera de las leyes cambia la denominación de la cabeza del Gobierno a la de Presidente del Gobierno —denominación que hoy se mantiene— que quedaba vinculada al jefe del Estado. Esta ley no hace mención al Consejo de Ministros, si bien en la práctica estaba vigente aun cuando todas las disposiciones y resoluciones del jefe del Estado debían ser sometidas a la deliberación de este. La segunda de las leyes, sí que menciona al Consejo de Ministros para indicar que el jefe del Estado podía dictador disposiciones y resoluciones sin la previa deliberación del Consejo en casos de urgencia.
Este Consejo de Ministros no poseía autoridad militar, que era ejercida directamente por el dictador a través de la Junta de Defensa Nacional y del Alto Estado Mayor. Durante esta época, el Consejo se comporta como un órgano técnica-administrativo al servicio del dictador, que no debate ni decide las grandes cuestiones políticas.
Sin embargo, a partir de 1945 el Consejo de Ministros toma mayor relevancia sobre todo tras la salida del Gobierno del falangista José Luis de Arrese. Entre esta fecha y 1950, el régimen de Franco sufre un evidente aislacionismo internacional, que finaliza tras las ayudas interesadas de los Estados Unidos. Desde entonces, España entra en la OMS, en la UNESCO, se firman acuerdos con la Santa Sede, entra en la OTAN y, entre todo esto, las ayudas financieras de Estados Unidos. Con el nuevo gobierno de 1951 del que formaba parte, entre otros, el aperturista y antiguo embajador en la Santa Sede, Joaquín Ruiz-Giménez o su mano derecha, Luis Carrero Blanco.
Este nuevo gobierno transforma el Consejo de Ministros en un órgano más político que técnico-administrativo, debido sobre todo a la buena situación internacional para el régimen y la bonanza económica del país. A partir de 1957 los llamados tecnócratas llegan al gobierno desplazando a los falangistas que desarrollarán el Plan de Estabilización de 1959 y llevarán a cabo una legislación más avanzada en materia social, como los convenios de trabajo de 1958.
Un antes y un después se marca tras la aprobación de la Ley de Régimen Jurídico de la Administración del Estado (LRJAE) de 1957 que desarrolla el principio de Unidad de la Administración y sitúa al Consejo de Ministros como el órgano supremo y central de la Administración, regulando al Gobierno bajo el nombre de Consejo de Ministros y dotándolo de Comisiones Delegadas del Gobierno para tratar temas menores entre ministerios. En esa época el Secretario del Consejo de Ministros era el Ministro-Subsecretario de la Presidencia.

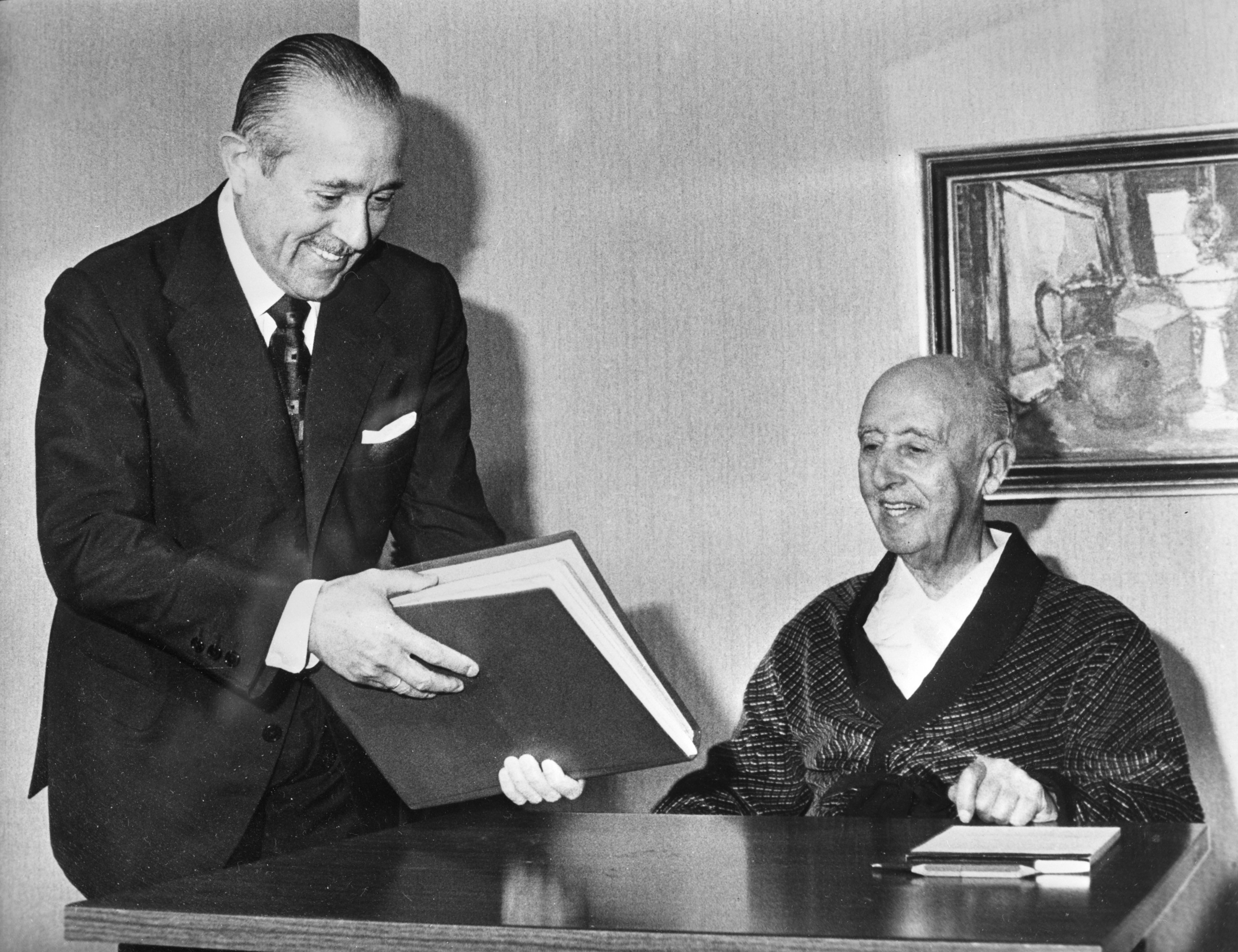
El presidente Arias Navarro y el dictador Francisco Franco.

En 1967 Franco llevó a las Cortes la Ley Orgánica del Estado que separaba la figura del jefe del Estado de la del jefe de Gobierno, quien lideraba y de quien dependía el Consejo de Ministros, y definía a este Consejo como «el órgano que determina la política nacional, asegura la aplicación de las leyes, ejerce la potestad reglamentaria y asiste de modo permanente al Jefe del Estado en los asuntos políticos y administrativos», dando plena potestad reglamentaria al Gobierno. La peculiaridad de esta ley es que el presidente del Gobierno es nombrado por el jefe del Estado a propuesta de una terna del Consejo del Reino.
A partir de esta época el Consejo de Ministros adquiere sus mayores cuotas de autonomía, sobre todo debido a la mala salud del dictador, y seis años después de aprobar la LOE, Franco nombra a Carrero Blanco como presidente del Gobierno, quien estructura un Gabinete a su medida. Carrero Blanco fue asesinado al poco tiempo y con Arias Navarro al frente, cuando más empeoraba la salud del dictador, más poder e influencia tenía el Consejo de Ministros.
En definitiva, a lo largo de la dictadura Franco hizo uso del Consejo de Ministros a modo de órgano legitimador y para evitar su desgaste político. Es por ello que sometía al Consejo incluso decisiones de las que solo él era competente, como los indultos.

### Democracia actual
Con la aprobación de la Constitución democrática de 1978, la figura del Gobierno y del Consejo de Ministros se desliga, al menos hasta la aprobación de la Ley del Gobierno de 1997. La Constitución, en su artículo 98.1 establece que el Gobierno se compone del «Presidente, de los Vicepresidentes en su caso, de los Ministros y de los demás miembros que establezca la ley». Esta coletilla «y de los demás miembros que establezca la ley» hace referencia a la posibilidad de que se incluyan en el gobierno a los secretarios de Estado, provocando una división entre el concepto de Gobierno y de Consejo de Ministros que, como indica su nombre, es la reunión únicamente de los ministros.
La Ley del Gobierno de 1997 no hace uso de la facultad que le otorga la Constitución y solo considera miembros del Gobierno al Presidente y sus ministros, por lo que es el posterior desarrollo normativo el que vuelve a unificar los conceptos de Gobierno y Consejo de Ministros.

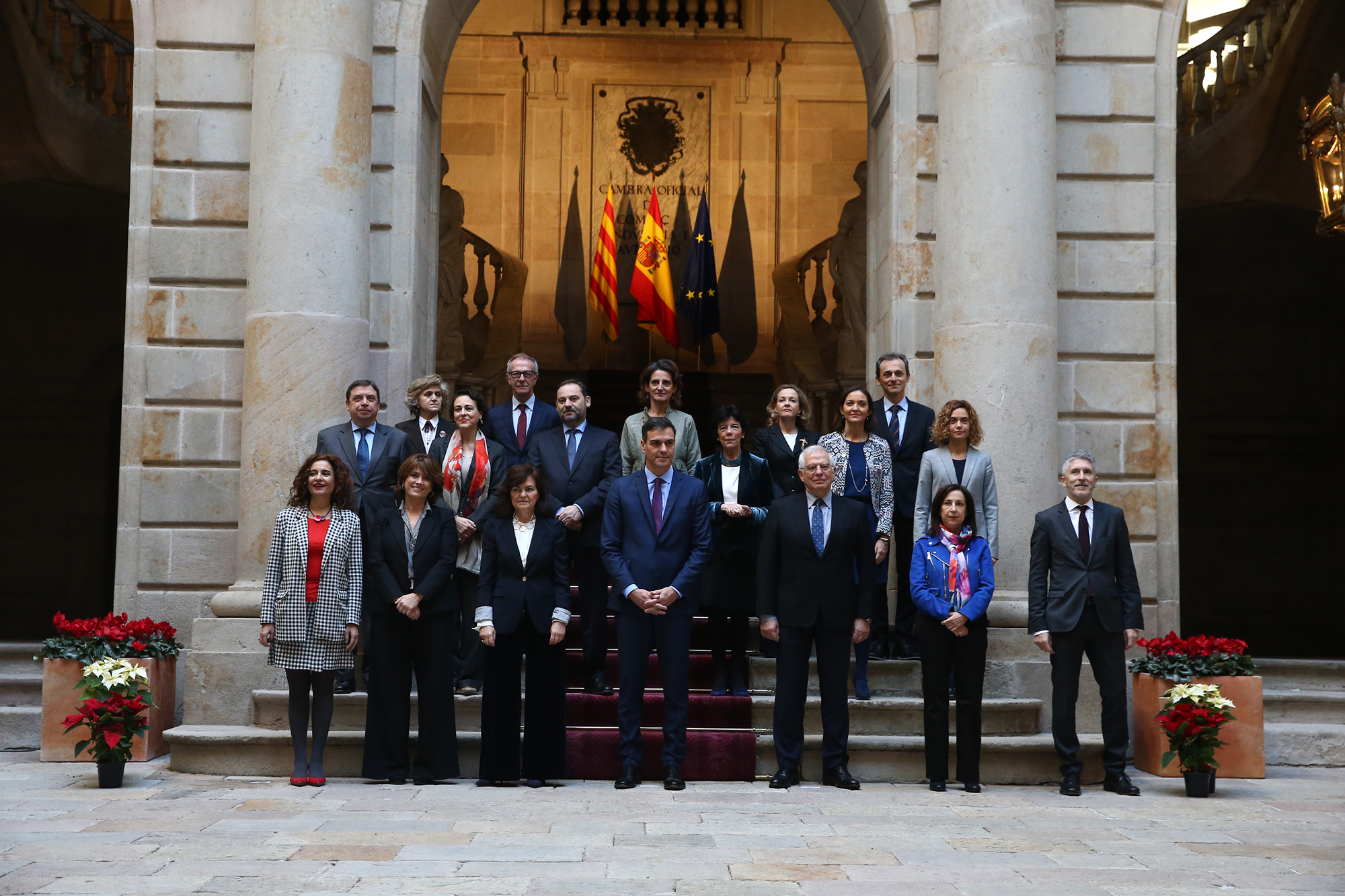
Consejo de Ministros celebrado el 21 de diciembre de 2018 en la Llotja de Mar de Barcelona.

El actual sistema constitucional adquiere un carácter presidencialista; destacando sobre todos los miembros del Consejo al Presidente, que es el verdadero centro de la confianza parlamentaria y quien tiene la dirección política. El sistema parlamentario obliga al Gobierno a tener en todo momento la confianza del parlamento y, de hecho, el legislador estableció una Moción de censura constructiva para evitar la caída del Gobierno sin tener otro que permita la estabilidad del sistema. El protagonismo del presidente es evidente en tanto en cuanto solo a él compete el planteamiento de la cuestión de confianza, solo a él lo puede censurar el Congreso y es él, y no el Gobierno, quien puede interponer un recurso de inconstitucionalidad, entre otras facultades; o que si el presidente fallece o cesa, con él cesa el Gobierno. Estamos pues, de regreso a los principios establecidos en la Constitución de la Segunda República al no ser el presidente un simple primus inter pares.
En cuanto a la elección del Presidente del Gobierno, a diferencia de épocas anteriores, el jefe del Estado, el rey, no designa y separa libremente al jefe del Gobierno, sino que es el encargado de su nominación para que sea el Congreso de los Diputados quien acepte o rechace tal propuesta. De igual forma, es el presidente y solo él quien propone al rey el nombramiento o cese de sus ministros. Desde 1987, es el presidente del Gobierno mediante Real Decreto quien decide cuántos ministerios tiene el Gobierno.
Esto no significa que los ministros sean meros subordinados jerárquicos, pues la propia Constitución en su artículo 98.2, cuando establece la función directiva del presidente, establece que lo es «sin perjuicio de la competencia y responsabilidad directa de éstos [los ministros] en su gestión».
Actualmente, el Gobierno de España se reúne de manera ordinaria una vez por semana, en la mañana de los martes, en el Palacio de la Moncloa. La regulación constitucional del Consejo de Ministros se encuentra en el artículo 98 de la Constitución española de 1978; precepto constitucional este que encuentra su desarrollo legal en el artículo 5 de la Ley 50/1997, de 27 de noviembre, del Gobierno.
Consejos de Ministros celebrados fuera del Palacio de la Moncloa
Si bien la inmensa mayoría de los Consejos de Ministros se celebran en el Palacio de la Moncloa, en contadas ocasiones estos se han celebrado en otros lugares de España.
Los respectivos Presidentes del Gobierno esporádicamente han creído conveniente que otras ciudades españolas acogieran los Consejos de Ministros; por diversos motivos, tales como acercar los centros de decisión del poder a los ciudadanos de otras partes de España y al mismo tiempo reflejar la naturaleza de Estado descentralizado que es. Normalmente, cuando esto sucede, el Gobierno del momento suele aprovechar para hacer anuncios de importancia, como inversiones para la región donde son celebrados (Plan Galicia - La Coruña 2003 - o el Plan Noroeste para regiones despobladas - León 2004), en otras ocasiones es para conmemorar algún evento histórico importante (como la conmemoración del Quinto Centenario del viaje a América de Cristóbal Colón en 1992 - Monasterio de Rábita) . La siguiente lista detalla los Consejos de Ministros que han tenido lugar fuera de la Ciudad de Madrid desde el fin del franquismo en 1975.
| Lista de Consejos de Ministros del Gobierno de España celebrados fuera del Palacio de la Moncloa | Lista de Consejos de Ministros del Gobierno de España celebrados fuera del Palacio de la Moncloa | Lista de Consejos de Ministros del Gobierno de España celebrados fuera del Palacio de la Moncloa | Lista de Consejos de Ministros del Gobierno de España celebrados fuera del Palacio de la Moncloa |
| Presidente del Gobierno                                                                          | Presidente del Gobierno                                                                          | Fecha                                                                                            | Lugar de reunión                                                                                 |
| ------------------------------------------------------------------------------------------------ | ------------------------------------------------------------------------------------------------ | ------------------------------------------------------------------------------------------------ | ------------------------------------------------------------------------------------------------ |
|                                                                                                  | Carlos Arias Navarro                                                                             | 20 de febrero de 1976                                                                            | Barcelona                                                                                        |
| 2 de abril de 1976                                                                               | Carlos Arias Navarro                                                                             | Sevilla                                                                                          |                                                                                                  |
|                                                                                                  | Adolfo Suárez                                                                                    | 30 de julio de 1976                                                                              | La Coruña                                                                                        |
|                                                                                                  | Felipe González                                                                                  | 4 de agosto de 1983                                                                              | Palma de Mallorca                                                                                |
| 3 de agosto de 1992                                                                              | Felipe González                                                                                  | Palos de la Frontera (Monasterio de la Rábida)                                                   |                                                                                                  |
|                                                                                                  | José María Aznar                                                                                 | 28 de noviembre de 1996                                                                          | Santa Cruz de Tenerife                                                                           |
| 29 de noviembre de 1997                                                                          | José María Aznar                                                                                 | Las Palmas de Gran Canaria                                                                       |                                                                                                  |
| 24 de julio de 1999                                                                              | José María Aznar                                                                                 | Santiago de Compostela                                                                           |                                                                                                  |
| 24 de enero de 2003                                                                              | José María Aznar                                                                                 | La Coruña                                                                                        |                                                                                                  |
|                                                                                                  | José Luis Rodríguez Zapatero                                                                     | 23 de julio de 2004                                                                              | León (Convento de San Marcos)                                                                    |
| 1 de julio de 2005                                                                               | José Luis Rodríguez Zapatero                                                                     | Mérida                                                                                           |                                                                                                  |
| 24 de julio de 2009                                                                              | José Luis Rodríguez Zapatero                                                                     | Palma de Mallorca                                                                                |                                                                                                  |
| 9 de octubre de 2009                                                                             | José Luis Rodríguez Zapatero                                                                     | Las Palmas de Gran Canaria                                                                       |                                                                                                  |
| 19 de marzo de 2010                                                                              | José Luis Rodríguez Zapatero                                                                     | Sevilla                                                                                          |                                                                                                  |
| Pedro Sánchez                                                                                    | 26 de octubre de 2018                                                                            | Sevilla (Plaza de España)                                                                        |                                                                                                  |
| Pedro Sánchez                                                                                    | 21 de diciembre de 2018                                                                          | Barcelona (Lonja de Mar)                                                                         |                                                                                                  |

Ni Leopoldo Calvo Sotelo ni Mariano Rajoy convocaron Consejos de Ministros fuera de Madrid.
La celebración de los Consejos de Ministros fuera del Palacio de la Moncloa también genera algunas críticas por el coste logístico que requiere: traslado y hospedaje de los altos cargos la noche de antes y, sobre todo, el coste de seguridad que en ocasiones es necesario. Dependiendo del lugar, el coste ha oscilado desde aproximadamente los 10 000 euros hasta los 300.000 euros.

## Funciones y control
Ejerce la función ejecutiva y ostenta potestad reglamentaria:
- Tiene iniciativa legislativa, aprueba los proyectos de ley y somete a la aprobación del Congreso de los Diputados y del Senado.
- Dicta normas con rango de ley que las Cortes Generales le delegan.
- Dicta decretos leyes por urgente necesidad.
- Garantiza el cumplimiento de los tratados internacionales y resoluciones de organismos internacionales y supranacionales.
- Elabora los proyectos de planificación (Presupuestos Generales del Estado), que habrán de ser a su vez aprobados por las Cortes Generales.

Al igual que sucede en casi todos los demás países, en España el Gobierno es el órgano predominante del Estado, pero esto no implica que no esté sometido a ningún tipo de control. De hecho el Gobierno, según establece el artículo 108 de la Constitución, debe responder solidariamente en su gestión política ante el Congreso de los Diputados; y puede ser interpelado por esta última y por el Senado cuando éstas se lo reclamen.

## Composición actual
| Cartera | Titular                  | En el Consejo desde |
| --- | ------------------------ | ------------------- |
| Presidente del Gobierno | Pedro Sánchez            | 2018                |
| Vicepresidenta primera del Gobierno Ministra de Hacienda                                                                     | María Jesús Montero      | 2018                |
| Vicepresidenta segunda del Gobierno Ministra de Trabajo y Economía Social                                                    | Yolanda Díaz             | 2020                |
| Vicepresidenta tercera del Gobierno Ministra para la Transición Ecológica y el Reto Demográfico                              | Sara Aagesen             | 2024                |
| Ministro de Asuntos Exteriores, Unión Europea y Cooperación                                                                  | José Manuel Albares      | 2021                |
| Ministro de la Presidencia, Justicia y Relaciones con las Cortes Notario Mayor del Reino Secretario del Consejo de Ministros | Félix Bolaños            | 2021                |
| Ministra de Defensa | Margarita Robles         | 2018                |
| Ministro del Interior | Fernando Grande-Marlaska | 2018                |
| Ministra de Transportes y Movilidad Sostenible                                                                               | Óscar Puente             | 2023                |
| Ministra de Educación, Formación Profesional y Deportes Portavoz del Gobierno                                                | Pilar Alegría            | 2021                |
| Ministro de Industria y Turismo                                                                                              | Jordi Hereu              | 2023                |
| Ministro de Agricultura, Pesca y Alimentación                                                                                | Luis Planas              | 2018                |
| Ministra de Sanidad | Mónica García Gómez      | 2023                |
| Ministra de Vivienda y Agenda Urbana                                                                                         | Isabel Rodríguez García  | 2021                |
| Ministro de Economía, Comercio y Empresa                                                                                     | Carlos Cuerpo            | 2023                |
| Ministro de Cultura | Ernest Urtasun           | 2023                |
| Ministro de Política Territorial y Memoria Democrática                                                                       | Ángel Víctor Torres      | 2023                |
| Ministra de Ciencia, Innovación y Universidades                                                                              | Diana Morant             | 2021                |
| Ministro de Derechos Sociales, Consumo y Agenda 2030                                                                         | Pablo Bustinduy          | 2023                |
| Ministra de Igualdad | Ana Redondo García       | 2023                |
| Ministro de Inclusión, Seguridad Social y Migraciones                                                                        | Elma Saiz                | 2023                |
| Ministro de Transformación Digital y la Función Pública                                                                      | Óscar López Águeda       | 2024                |
| Ministra de Juventud e Infancia                                                                                              | Sira Rego                | 2023                |

## Presidencia del monarca

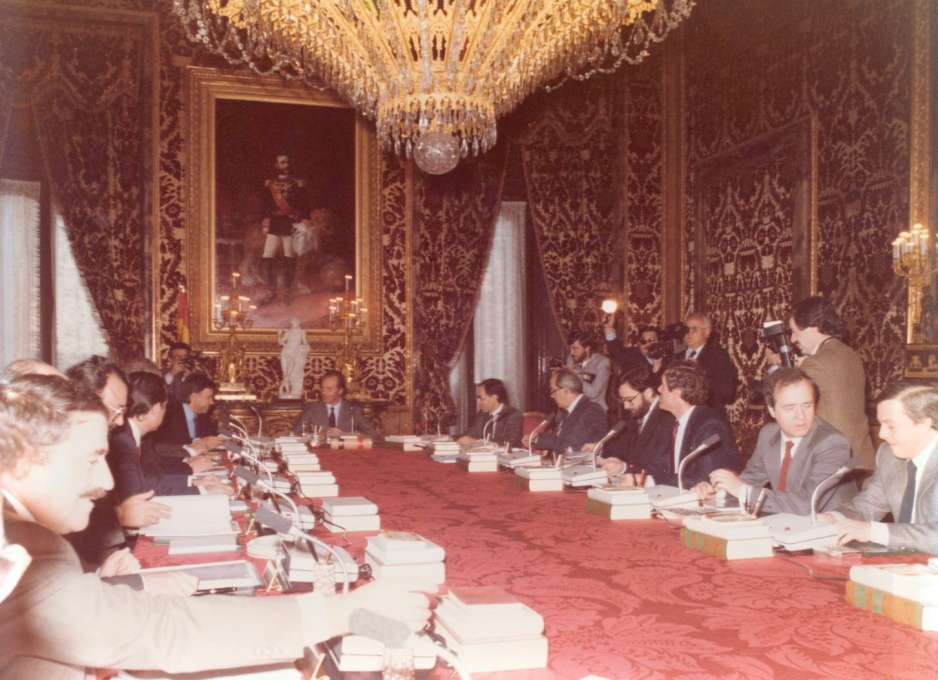
El rey Juan Carlos I presidiendo un Consejo de Ministros en 1984.

Según el artículo 62, apartado g de la Constitución, el rey o reina presidirá el Consejo de Ministros cuando así lo estime oportuno, a petición del presidente. Característica consustancial con la monarquía constitucional del siglo XIX era la presidencia efectiva por el rey del Consejo de Ministros. La razón para que ello fuera así estribaba en la posición del monarca como jefe del Ejecutivo.
Desde esta óptica, el soberano no era sujeto pasivo de la información de los asuntos de Estado, sino que «estaba activamente informado de tales asuntos», por su propio «estatus» jerárquico con respecto al Gobierno; y, porque al retener la potestad de designar y cesar libremente a los miembros del Gobierno, estos despachaban habitualmente con el rey, ante el cual también respondían (dualismo parlamentario).

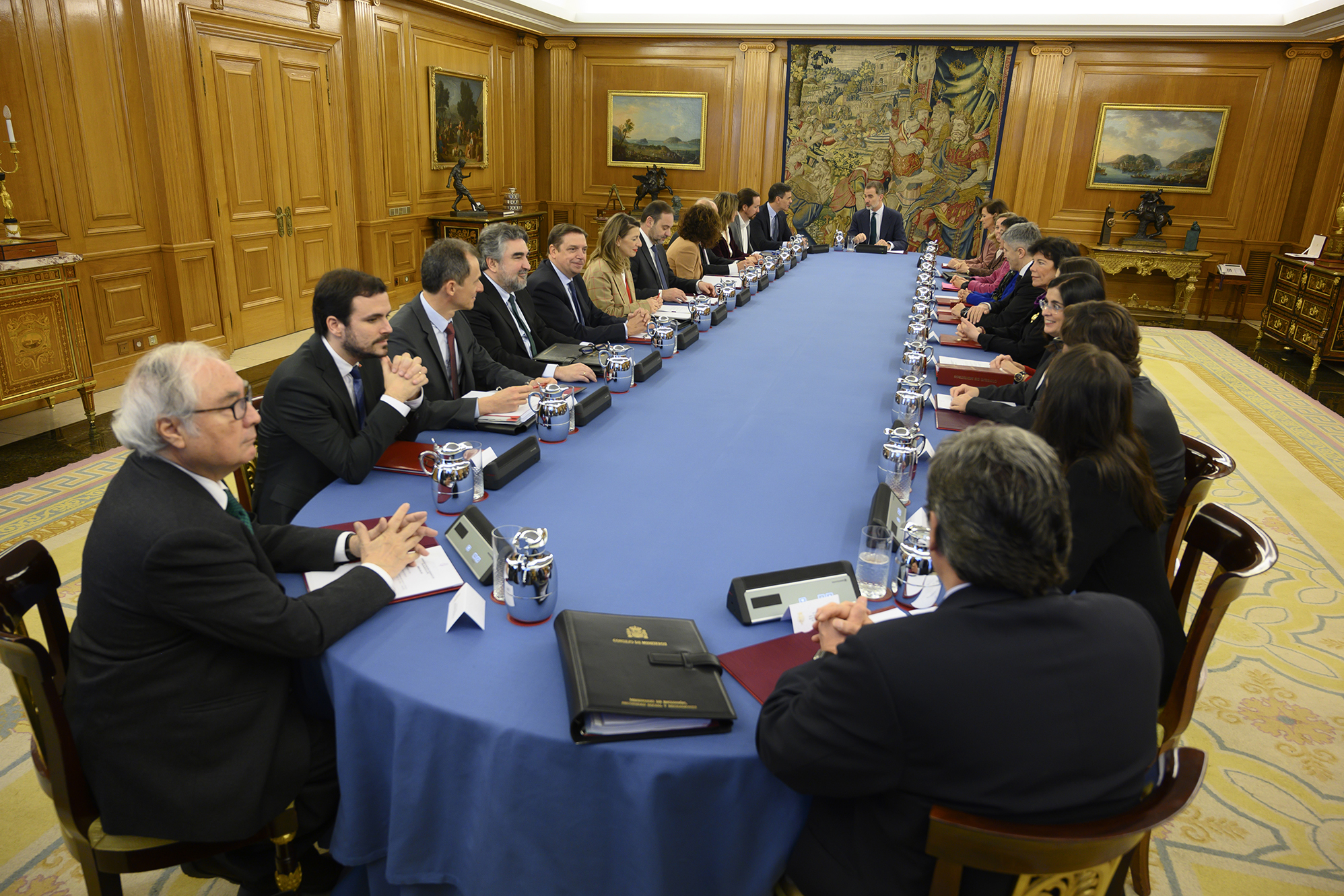
El rey Felipe VI presidiendo un Consejo de Ministros en 2020.

Este rasgo tan característico de la monarquía constitucional, desaparece con la monarquía parlamentaria: ahora, el rey es informado de los asuntos de Estado y preside las sesiones del Consejo de Ministros, cuando lo estime oportuno, a petición del presidente del Gobierno. En efecto, no tanto la información como sí la presidencia de las sesiones del Consejo de Ministros se somete al juego de sutiles expresiones: «...cuando lo estime oportuno (el rey), a petición del presidente del Gobierno». Pudiera ocurrir que estime oportuno el rey presidir el Consejo de Gobierno pero el presidente del Gobierno no ejercite la petición. Parece, pues, que para que el rey pueda asistir y presidir el Consejo de Ministros, se requiere un previo acuerdo de voluntades entre aquel y el presidente del Gobierno. Algunos autores salvan la posible discrepancia que puede plantearse entre ambos, otorgando a la petición del jefe del Gobierno carácter subordinado con respecto a la voluntad regia manifestada de asistir a determinadas sesiones del Consejo de Ministros, o bien que la petición del presidente del Gobierno fuese previa a la estimación del rey.
En la práctica, la información del rey sobre los asuntos de Estado se canaliza, más que por las excepcionales ocasiones en que aquel preside el Consejo de Ministros, por los habituales contactos que el presidente del Gobierno y sus ministros mantienen con el monarca. De hecho y dentro de un loable uso político, el rey se mantiene informado de asuntos de trascendencia política a través de periódicos contactos con los representantes de las fuerzas políticas de oposición y presidentes de los órganos ejecutivos de las comunidades autónomas.

## Galería
|                              |
| Consejo de Ministros en 1902 |

|                              |
| Consejo de Ministros en 1910 |

|                                                      |
| Presidente Suárez en un Consejo de Ministros de 1980 |

|                                               |
| El Consejo de Ministros en septiembre de 1980 |

|                                                         |
| Lepoldo Calvo-Sotelo en un Consejo de Ministros en 1981 |

|                                                    |
| Felipe González en un Consejo de Ministros de 1982 |

|                                             |
| El Consejo de Ministros de González en 1988 |

|                                 |
| El Consejo de Ministros en 1993 |

|                                                          |
| José María Aznar en su primer Consejo de Ministros, 1996 |

|                                       |
| Consejo de Ministros de Aznar en 2002 |

|                                                             |
| Presidente Zapatero en su primer Consejo de Ministros, 2004 |

|                                 |
| El Consejo de Ministros en 2008 |

|                                              |
| El Consejo de Ministros en diciembre de 2011 |

|                                                   |
| Felipe VI preside el Consejo de Ministros en 2014 |

|                                             |
| El Consejo de Ministros en Barcelona. 2018. |

|                                 |
| El Consejo de Ministros en 2021 |

|                                              |
| El Consejo de Ministros en diciembre de 2023 |

|                                          |
| El Consejo de Ministros en enero de 2025 |